# ビー・ブレーン
株式会社ビー・ブレーン（英称：BEE BRAIN）は、テレビ番組の制作を中心とする制作プロダクションである。主にフジテレビ系のバラエティ番組を多数として制作協力されている。1990年9月11日設立。
制作プロダクション「テレキャスト」を経て、「フルハウス（現:ハウフルス）」→禅プランニングアンドプロデュースでディレクターをしていた西敏也を中心として設立された。社名の由来は発足時のスタッフが8人だったことから、「はち」を「蜂」にひっかけて英語で蜂を意味する「bee」と、頭脳の「brain」からつけられた。

## 所在地
- 東京都港区赤坂7-11-9　赤坂三基ビル7F

## 役員
- 代表取締役社長 : 西敏也
- 常務取締役 : 菅野貴志、須藤勝
- 取締役 : 石武士
- 執行役員 : 竹間千晃

## 所属スタッフ

### プロデューサー
- 西敏也（社長）
- 中村肇

### プロデューサー兼演出
- 菅野貴志（常務取締役）
- 須藤勝（常務取締役）

## 主な制作・スタッフ派遣実績
※印は制作・スタッフ派遣協力だがエンドロールしてクレジット表示なし。

## グループ会社
- 株式会社ビアーズ
- 株式会社ビーフィット
- 株式会社ビーテック